# 都靈裹屍布
都靈裹屍布（英語：Shroud of Turin），也稱為聖裹屍布（英語：Sacra Sindone）是一塊印有男性臉部面容及全身正反兩面痕跡的麻布，尺寸約長4.4公尺、寬1.1公尺，保存在意大利都灵主教座堂（又名聖若翰洗者大教堂）的薩伏伊王室神圣裹尸布小堂內。傳說為當時包裹耶穌屍體的麻布。
裹屍布於1354年首次被提及，然而在1389年被特鲁瓦主教譴責為贗品。目前，天主教會既沒有正式認可也沒有否定裹屍布的存在，2013年，教宗方濟各曾將其稱為「受鞭打和釘死在十字架上的人的象徵」。自1578年以來，裹屍布一直保存在都灵主教座堂的神圣裹尸布小堂中。 
1988年，根據放射性碳定年法確定裹屍布來自中世紀，介於1260年和1390年之間製作。其他對於放射性碳測年的假說都已被科學駁斥，包括中世紀修復論，生物污染論和一氧化碳論。
裹屍布上的圖像是透過業餘攝影師塞貢多·皮亞於1898年沖洗的黑白底片首次觀察到的，比在其自然的棕褐色外觀還要清晰得多。目前已經提出了多種用於形成圖像的方法，但尚未最終確定裹屍布所使用的實際方法為何。目前裹屍布依然持續被研究，也成科學家和聖經學者中討論的爭議問題。

## 历史

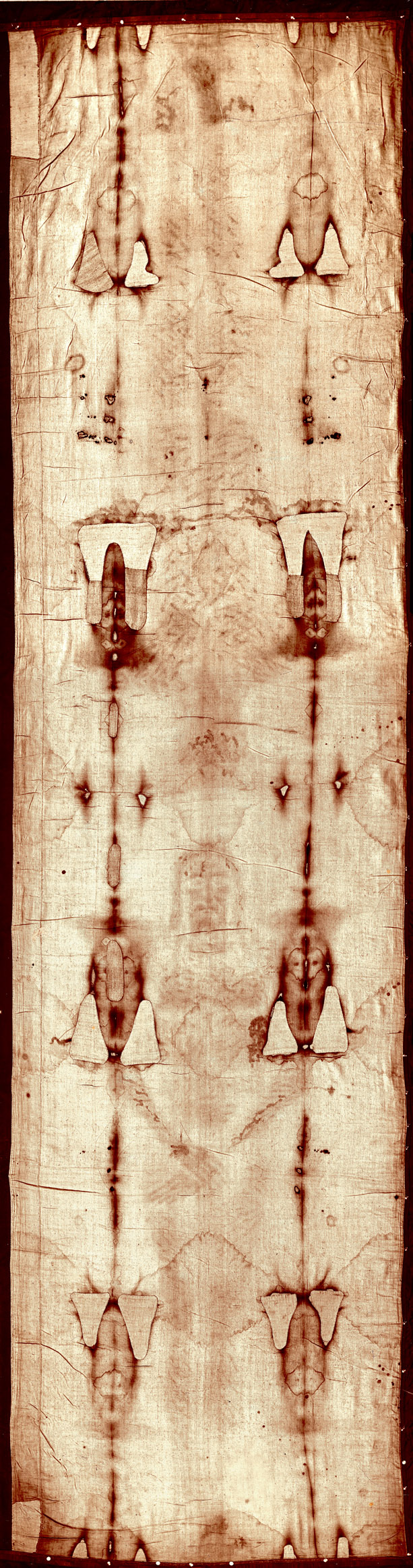
都靈裹屍布（完整長度）

人面圖像有鬍子和及肩頭髮，身體有傷痕痕跡。聖經《馬太福音》、《馬可福音》、《路加福音》曾提及耶穌被用細麻布裹好、安放在墳墓，因此基督徒認為它可能是耶穌被釘死在十字架後所用的裹屍布。耶穌復活後至保存於君士坦丁堡之前，殮布的下落是一個謎。1204年君士坦丁堡被十字軍攻佔，殮布失蹤。1353年，殮布被發現供奉在法國的利雷。根據歷史學家資料是由一位十字軍長沙尔尼的戈弗雷（Geoffroi de Charny）在士每拿城被摧毀時帶回法國。中世紀薩伏依王朝將法國、義大利和瑞士交界的阿爾卑斯山西部併入版圖。1452年薩伏依王室將其保存在尚贝里特別建造的一所小聖堂。1532年一場大火幾乎將它燒燬，產生了兩條相等的烤焦痕跡，幸而只是沿著身體的兩旁。該殮布於1578年由薩伏依公國王室送到都靈一直保存至今。原本僅有少數人相信都靈所保存的殮布是耶穌的遺物。然而，1898年5月28日展出時，意大利王國考古攝影家塞貢多·皮亞（Secondo Pia）獲准拍照所發現影像卻瞬間引起大眾矚目。抱持懷疑態度的人認為它只不過是中世紀被偽造繪製而成的“藝術作品”，甚至推測是達文西照相實驗作品，並指出頭像即為達文西。至今，科學家、歷史學家、研究學者們一直還在研究中。
梵蒂岡對於這塊殮布是否真正包裹過耶穌的遺體，保持非常慎重的立場。一方面，贊同對耶穌殮布的敬禮，另一方面，教宗若望·保祿二世說，將科學的歸於科學。
1988年，英國牛津、瑞士蘇黎世和美國亞利桑那州圖森市的3家著名實驗室進行放射性碳定年法測試，每個實驗室分得的裹屍布塊很小（一塊長5.7公分、寬1公分的布塊被分為三份），因此採用適合微小樣本的加速器質譜法技術，結果顯示裹屍布布料的年代介於1260至1390年。但義大利杜林理工大學研究團隊稱，耶路撒冷約在公元33年時發生規模8.2大地震，碎裂岩石在強大的壓力下釋出大量中子，和氮原子核撞擊反應後才留下類似X光片的影像；此外，大量中子輻射會增加裹屍布上「碳14」的同位素，才會在先前的檢測中，誤導這塊布的真實年代。此外以色列領銜植物學家、耶路撒冷市希伯來大學單寧教授（Avinoam Darin）對測試的有效性質疑，他說那一次僅僅對已被高度污染的殮布一角所取下的小塊樣品進行了測試，而他是根據對整塊殮布所作的植物學研究，而且把研究的結果與西班牙奥维耶多所保存、被廣泛相信是耶穌入殮用的面巾做了仔細的比對。在西班牙奥维耶多主教座堂內保存著這塊面巾，面巾的文獻記載在可追溯到公元第一世紀。
目前為止，此麻布的實際年代仍無定論。有研究認為這塊麻布或許是騙局，科學家指出都靈裹屍布可能不是来自耶稣时代的耶路撒冷。2011年一名義大利藝術史學家布索在他的新書中說這是喬托·迪·邦多納的藝術品，與1988年科學家用碳年代鑑定發現「杜林屍布」年代約在1260年到1390年之間的說法不謀而合。但是2013年義大利帕多瓦大學教授范提（Giulio Fanti）出版一本名為《裹屍布之謎》（The Mystery of the Shroud）的新書，內容提及最新科學研究成果，科學家利用過去進行碳年代測定時採下的布塊纖維，再進行化學與機械測試，結果發現裹屍布年代應在公元一世紀，與耶穌年代相符。

## 图片

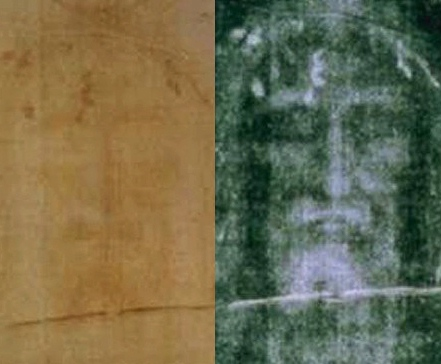
頭像正負片攝影特寫
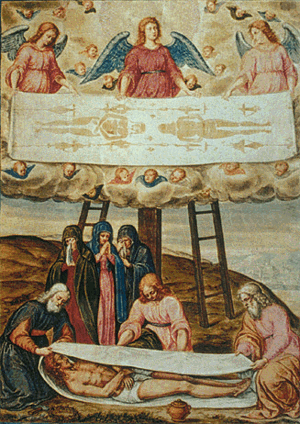
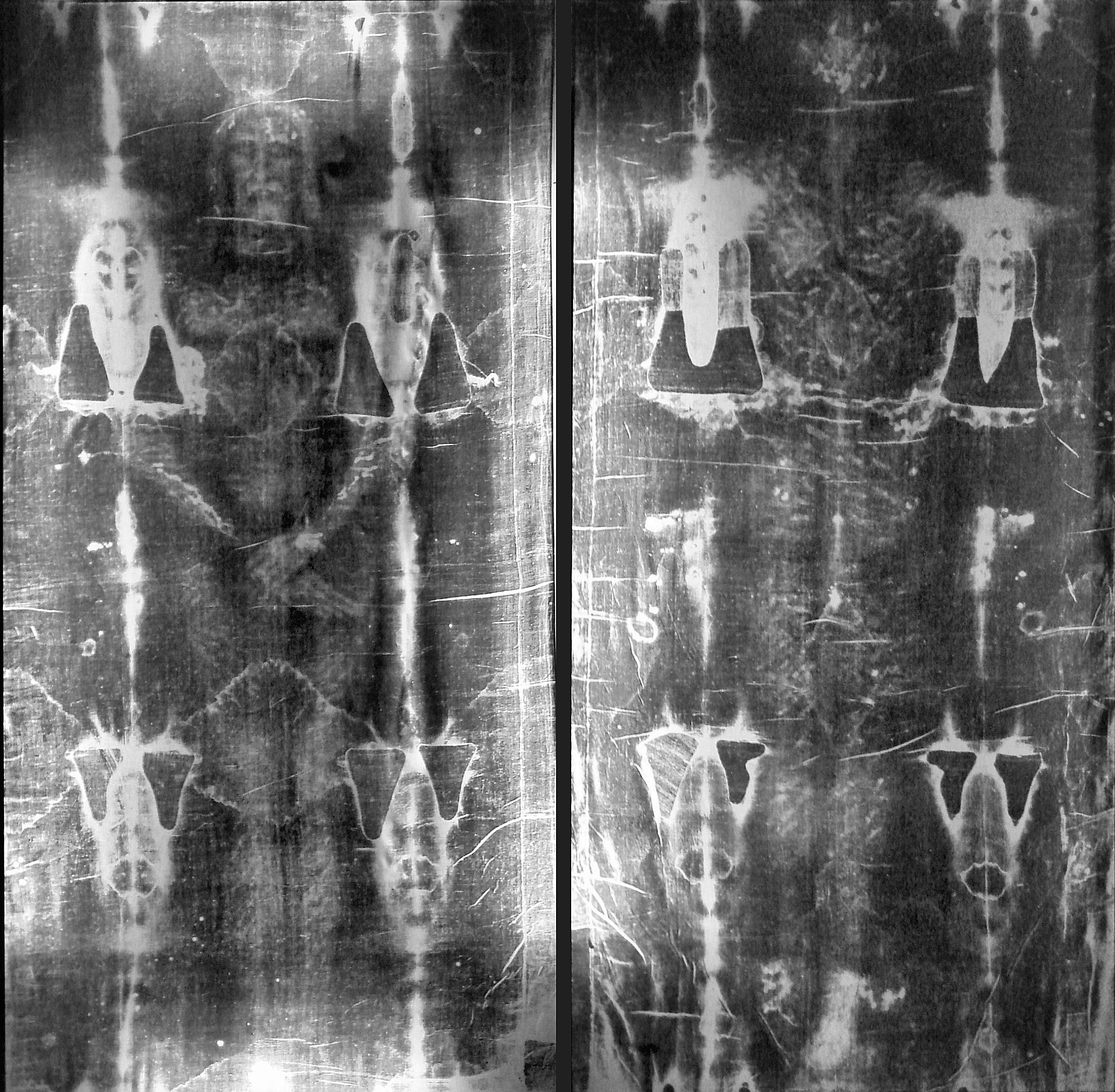
完整長度的負片攝影